# Karl Friedrich Wilhelm Jessen
Karl Friedrich Wilhelm Jessen ( 15 de septiembre de 1821 - 27 de mayo de 1889 ) fue un botánico, algólogo y profesor alemán.
En 1848, recibió su Ph.D. en Kiel, y más tarde fue docente en Berlín. Desde 1851 a 1877, Jessen fue profesor en el "Colegio de Agricultura de Eldena", en Pomerania.

## Algunas publicaciones

### Libros
- 1848.Prasiolae. Generis algarum monographia. Ed. G.H. Ritter. 26 p.

- 1855. Über die Lebensdauer der Gewächse (De la vida útil de las plantas). Ed. K. Leopoldinisch-Carolinische Akademie der Naturforscher. 248 p.

- 1863. Deutschlands gräser und getreidearten zu leichter erkenntniss nach dem wuchse, den blättern, blüthen und früchten zusammengestellt und für die land- und forstwirthschaft nach vorkommen und nutzen ausführlich beschrieben (Pastos de Alemania y granos más fáciles de moler en virtud de la estatura, y cuando flores y frutas aparecen juntos, fáciles de utilizar y se describe en detalle). Ed. T.O. Weigel. 299 p. en detalle

- 1864. Botanik der gegenwart und vorzeit in culturhistorischer entwickelung: Ein beitrag zur geschichte der abendländischen völker. Ed. F.A. Brockhaus. 495 p. Reeditó Sändig, en 1978

- georg a. Pritzel, karl friedrich wilhelm Jessen. 1871. Thesaurus literaturae botanicae omnium gentium inde a rerum botanicarum initiis ad nostra usque tempora: Quindecim millia operum recensens. Ed. en 1924 F.A. Brockhaus. 576 p.

- 1879. Deutsche Excursions-Flora: die Pflanzen des deutschen Reichs und Deutsch-Oesterreichs nördlich der Alpen mit Einschluss der Nutzpflanzen und Zierhölzer tabellarisch un geographisch bearbeitet. Ed. P. Cohen. 743 p.

- 1882. Die deutschen Volksnamen der Pflanzen (Los nombres de las plantas en el pueblo alemán). V. 2. 241 p. Reeditó P. Schippers, en 1967.

- 1885. Der lebenden Wesen Ursprung und Fortdauer: nach Glauben und Wissen aller Zeiten sowie nach eigenen Forschungen (Origen y continuidad de los seres vivos: por la fe y el conocimiento de todos los tiempos y de acuerdo con su propia investigación). Ed. Abenheim'sche Verlags-Buchhandlung. 344 p.

## Honores

### Epónimos
- (Arecaceae) Jessenia H.Karst.[1] ex F.Muell. ex Sond.[2] = (Arecaceae) Oenocarpus Mart.[3]
- La abreviatura «Jess.» se emplea para indicar a Karl Friedrich Wilhelm Jessen como autoridad en la descripción y clasificación científica de los vegetales.[4]